# گیلبرت (کارولینای جنوبی)
گیلبرت(به انگلیسی: Gilbert) شهری در ایالت کارولینای جنوبی کشور ایالات متحده آمریکا است که جمعیت آن در سرشماری سال ۲۰۱۰ میلادی، ۵۶۵ نفر بوده‌است.